# パーデュー・ファームズ
パーデュー・ファームズ（Perdue Farms）は、アメリカ合衆国メリーランド州ソールズベリー（Salisbury, Maryland）に本部を持つ鶏肉処理会社。
会社のスローガンは「A Healthy Obsession With Chicken」。

## 略史
- 1920年、アーサー・パーデュー（Arthur Perdue）、妻パール・パーデュー（Pearl Perdue）により鶏卵販売開始[1]

- 1925年、産卵鶏販売開始[3]

- 1939年、フランク・パーデュー（Frank Perdue）参加[4]

- 1940年代、ブロイラーチキン販売開始[5]

- 1950年代、A.W. Perdue & Son として法人化[1][6]

- 1960年代、穀類、植物油生産開始[7]

- 1968年、ソールズベリーに鶏肉処理施設開設
- 1991年、ジム・パーデュー（Jim Perdue）会長就任[8]

- 2005年、合衆国内第3の規模を持つ食用鶏肉生産（年間生産量：59,320,000 ポンド）

## 参照
1. 1 2 3  Schmetterer, Bob (2003). Leap: A Revolution in Creative Business Strategy. ニュージャージー州 ホーボーケン: John Wiley & Sons. pp. 72–76. ISBN 9780471229179
2. 1 2  “About Us”.   Perdue Farms (2010年). 2010年6月18日閲覧。
3. ↑  “Business Timeline: 1920s”.   Perdue Farms (2008年). 2008年12月30日閲覧。
4. ↑  “Business Timeline: 1930s”.   Perdue Farms (2008年). 2008年12月30日閲覧。
5. ↑  “Business Timeline: 1940s”.   Perdue Farms (2008年). 2008年12月30日閲覧。
6. ↑  “Business Timeline: 1950s”.   Perdue Farms (2008年). 2008年12月30日閲覧。
7. ↑  “Business Timeline: 1960s”.   Perdue Farms (2008年). 2008年12月30日閲覧。
8. ↑  “Business Timeline: 1990s”.   Perdue Farms (2008年). 2008年12月30日閲覧。